# Chikkadevarahalli, Kanakapura
Chikkadevarahalli là một làng thuộc tehsil Kanakapura, huyện Ramanagara, bang Karnataka, Ấn Độ.